# Lorry Feilberg
Frederik Laurentius "Lorry" Feilberg, född 10 februari 1859, död 26 juni 1917 i Hvidovre, var en dansk journalist, krögare och nöjesentreprenör.
Frederik Feilbergs far, Jens Frederik Feilberg (1815-1890), var präst och verkade som sådan under sonens uppväxt på så skilda platser som Färöarna, Samsø och Jylland. På grund av det myckna flyttandet fick sonen ta studentexamen som så kallad privatist. Han började därefter studera först juridik och senare medicin, men kom i praktiken snart att i stället ägna sig åt journalistiken. Han verkade först på tidningen København och senare på Middagsposten. 1888-1890 var han redaktör för Adresseavisen, Danmarks äldsta annonstidning.
Med början 1891 gav sig Feilberg in på en ny bana. Han öppnade då det så kallade Mønsterbageriet på Vimmelskaftet i Köpenhamn. Fem år senare övertog han rörelsen Café Chantant på Allégade i Frederiksberg, vilken han döpte om till Operetten. Under de följande åren köpte Feilberg sedan till olika närliggande fastigheter och skapade ett helt restaurang- och nöjeskomplex kallat Lorry efter sin ägare. I komplexet ingick bland annat den så kallade Drachmann-kroen där Feilberg drev en populär litterär kabaret. 
Feilberg ligger begraven på Frederiksbergs äldre kyrkogård.